# أكاري يوشيدا
أكاري يوشيدا (باليابانية : 吉田 朱里 تنطق باليابانية : يوشيدا أكاري، ولدت في السادس عشر من أغسطس لعام 1996 أوساكا) أسمها الحقيقي بحسب النطق الياباني: جولي يوشيدا هي عضو في مجموعة الفتيات المشاهير اليابانية NMB48 .

## السيرة الذاتية
اجتازت أكاري يوشيدا اختبارات الجيل الأول من برنامج NMB48 التي أقيمت في شهر سبتمبر 2010. و الأغنية الأولي التي غنتها في الاختبار كانت أغنية Tomorrow غناء المغنية اليابانية الكبيرة مايو أوكاموتو .
ظهورت أكاري للأول مرة كمغنية في 9 أكتوبر 2010. كان أول ظهور لها في أداء مسرحي في 1 يناير 2011.
و في مارس 2011 ، تم اختيارها كعضوة في فريق Team N. وكانت أول أغنية لها مع الفريق هي Zetsumetsu Kurokami Shōjo و التي تعني بالعربية أنقراض الفتيات ذوي الشعر الأسود .
و في سبتمبر 2011 ، تم تعليق أكاري يوشيدا من العمل في الأنشطة الخاصة بالفرقة بسبب فضيحة مع أحد المعجبين . استأنفت يوشيدا أنشطتها في فبراير 2012.
و في الانتخابات العامة الخاصة بأفضل المطربات اليابانيات الشابات لعام 2013 ، احتلت أكاري يوشيدا المرتبة الأولى للمرة الأولى، حيث حصل على المرتبة الـ50 بحصولها على 14684 صوتًا. في عام 2014 ، انخفض ترتيبها وحصلت على المركز الـ72 بحصولها على 10,982 صوتاً.
و في 2 فبراير 2016 ، فتحت أكاري يوشيدا قناة على موقع YouTube وأصبحت نشطة بصفتها يوتيوبر .
و في الانتخابات العامة لعام 2017 ، احتلت يوشيدا المرتبة السادسة عشر بحصولها على 35,540 صوتًا ودخلت السينباتسو في المرتبة التاسعة والأربعين الخاصة بفرقة AKB48.
و في عام 2018 ، تم أختيار المطربة الشابة ذات الاثنين والعشرين عاماً أكاري يوشيدا كـعارضة لمجلة الأزياء النسائية راي الصادرة عن شركة شوفونوتومو Shufonotomo.

## مسيرتها الغنائية

### الغناء الفردي برفقة فريق NMB 48
| العام | ترتيب الأغنية | عنوان الاغنية                | الدور    |
| ----- | ------------- | ---------------------------- | -------- |
| 2011  | 1             | " زيتسوميتسو كوروكامي شوجو " | A-الجانب |
| 2011  | 2             | " يا إلهي! "                 | A-الجانب |
| 2012  | 3             | " جونجو يو -19 "             | A-الجانب |
| 2012  | 4             | " ناجيتشي "                  | A-الجانب |
| 2012  | 5             | " العذرية "                  | A-الجانب |
| 2012  | 6             | " كيتاجاوا كينجي "           | A-الجانب |
| 2013  | 7             | " بوكورا نو يوريكا "         | A-الجانب |
| 2013  | 8             | " كامونيجيكس "               | A-الجانب |
| 2014  | 9             | " تاكان نو رينجو "           | A-الجانب |
| 2014  | 10            | " راشكوناي "                 | A-الجانب |
| 2015  | 11            | " لا تنظر إلى الوراء! "      | A-الجانب |
| 2015  | 12            | " دوريان شينين "             | A-الجانب |
| 2015  | 13            | " يجب أن يكون الآن "         | الجانب ب |

### الغناء الفردي برفقة فريق AKB48
| العام | ترتيب الاغنية | عنوان الأغنية            | الدور    |
| ----- | ------------- | ------------------------ | -------- |
| 2012  | 27            | " جينهام شيك "           | الجانب ب |
| 2012  | 29            | " أين بريشير "           | الجانب ب |
| 2013  | 31            | "سايونارا كراول"         | الجانب ب |
| 2013  | 32            | " كوي سورو فورتشن كوكي " | الجانب ب |
| 2013  | 34            | " سوزوك نانتشارا "       | الجانب ب |
| 2014  | 35            | " ماي شيكا موكني "       | الجانب ب |
| 2014  | 37            | " كوكورو نو لافارد "     | الجانب ب |
| 2014  | 38            | " كيبوتكي ريفراين "      | الجانب ب |
| 2015  | 39            | " الفلاش الأخضر "        | الجانب ب |
| 2015  | 40            | " ليلة عيد الهالوين "    | الجانب ب |
| 2016  | 43            | " كيمي وا ميلودي "       | الجانب ب |

## روابط خارجية
- أكاري يوشيدا على موقع IMDb (الإنجليزية)
- أكاري يوشيدا على موقع ميوزك برينز (الإنجليزية)
- الملف الشخصي الرسمي
- المدونة الرسمية
- اكاري يوشيدا على Google+
- اكاري يوشيدا على تويتر
- قناة يوتيوب: أكاريناتشي (アカリン家؟))؟ على موقع يوتيوب